# Klement Kuffner
Klement Kuffner (6. května 1857 Mirovice – 17. září 1938 Praha 1) byl český římskokatolický kněz, náboženský spisovatel a překladatel.

## Život
Narodil se v Mirovicích v rodině Jiřího Kuffnera a Marie Kuffnerové-Lukšové. Měl pět sourozenců. Jeho bratry byli: Hanuš Kuffner, (novinář, spisovatel a vojenský historik), Jozef Kuffner (důstojník, spisovatel, filolog a divadelní kritik) a Karel Kuffner (psychiatr, profesor Univerzity Karlovy v Praze). Jeho sestra Johanna Kuffnerová byla česká překladatelka, novinářka, spolková činovnice, sufražetka a feministka, učitelka francouzštiny a ředitelka školy Ženského výrobního spolku českého v Praze. Jeho druhá sestra Jiřina se stala rovněž učitelkou.
Vystudoval teologii, byl vysvěcen na kněze, dělal kaplana v Ořechu a ve Mšeně a faráře u svatého Víta v Praze.

## Dílo (výběr)
- Augustin. Sv. Aurelia Augustina Rukovět pro Vavřince, čili, Kniha o víře, naději a lásce. Překlad Klement Kuffner. V Praze: Dědictví sv. Prokopa, 1911. 108 stran.
- Řehoř I.. Sv. Otce Řehoře Vel. Kniha o správě pastýřské; jakož i Pavla Diakona, mnicha Cassinského Život sv. Řehoře Vel. Překlad Klement Kuffner. V Praze: Dědictví sv. Prokopa, 1909. 199 s.